# Franz Obert
Franz Obert (n. 6 ianuarie 1828, Tătârlaua, Alba - d. 9 septembrie 1908, Brașov) a fost un preot evangelic, scriitor, pedagog și politician sas din Transilvania.

## Lucrări
- Stephan Ludwig Roth. Sein Leben und seine Schriften. Bd. 1: Stephan Ludwig Roths Leben. (Stephan Ludwig Roth. Viața și Scrierile lui. Volumul I: Viața lui Stephan Ludwig Roth), Viena, 1896

Următoarele lucrări au fost publicate postum de către Adolf Schullerus:
- Rumänische Märchen und Sagen aus Siebenbürgen. Gesammelt und ins Deutsche übertragen (Povești și legende romănești din Transilvania. Adunate și traduse în germană), Sibiu, 1925
- Vierzehn Grabreden, Halle 1927